# 驛丞
驛丞是明朝特有的地方基层官员，是各州縣主管驛政事務的官員。主要为北京紫禁城传递资讯与情报，次要为押解流犯，三为明边境战争时当据点。根據《明史》卷七三載:「驛丞典郵傳迎送之事,凡舟車、夫馬、康糗、庖鎮三布政司俱各一員。」
清朝時仍沿用明朝制度，以驛丞管理驛站事務，到雍正元年，則規定滿人不得擔任驛丞。
歷史上，如李自成曾任银川驿丞。

## 延伸阅读
[在维基数据编辑]
 《欽定古今圖書集成·明倫彙編·官常典·驛丞部》，出自陈梦雷《古今圖書集成》